# Metaponto

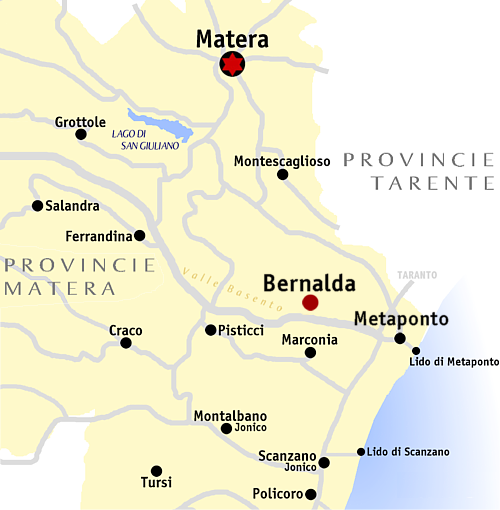
Localización de Metaponto.

Metaponto es una fracción del municipio italiano de Bernalda en la provincia de Matera. Tiene cerca de 1000 habitantes, que se incrementan durante la estación veraniega. Se alza en la llanura a la que la misma ciudad da el nombre, el metapontino, entre los ríos Bradano y Basento. Hasta 1930, año en que fue unida a Bernalda, Metaponto y el territorio que lo rodeaba pertenecieron al territorio municipal de Pisticci.

## Historia

Ciudades de la Magna Grecia, con la ubicación de Metaponto, que pertenecían a la zona de dialecto aqueo (gris oscuro).

Metaponto (en griego antiguo, Μεταπόντιον, Metapontion) perteneció a la Magna Grecia en el golfo de Tarento, a 25,9 km de Heraclea de Lucania y a 40 km de Tarento.
Fue una ciudad griega fundada por una colonia de aqueos. Estrabón dice que fue fundada por colonos de Pilos que navegaban de regreso de la guerra de Troya junto a Néstor, y Marco Juniano Justino asigna su fundación a Epeo, el legendario constructor del caballo de Troya. Los metapontios mostraban en un templo de Atenea los instrumentos que Epeo había utilizado para construir el caballo.
El fundador fue, en opinión de Éforo, Daulio, tirano de Crisa (cerca de Delfos).
Antíoco de Siracusa dice que su nombre original fue Metabo, de un héroe epónimo. Afirma también que después de ser abandonada, fue colonizada por algunos aqueos mandados por los aqueos de Síbaris por la aversión hacia los tarentinos de los aqueos, que habían sido expulsados de Laconia, con la intención de impedir que sus vecinos de Tarento se apoderaran del territorio. Pudiendo elegir entre Metaponto, más cerca de Tarento, y por la ciudad de Siris, los recién llegados, persuadidos por los sibaritas, se decidieron por Metaponto. Ocupando este lugar tendrían también a mano Siris, mientas que si se hubieran inclinado por establecerse en esta ciudad, Tarento ocuparía Metaponto.
Según la idea más general la ciudad fue fundada para evitar su colonización por Tarento por un grupo de colonos aqueos encabezados por Leucipo que obtuvo el territorio mediante un tratado fraudulento. La fecha de la colonización no está establecida, pero debió ser entre el 700 a. C. y el 690 a. C.: la versión mayoritariamente aceptada sitúa su fundación, junto a la de Crotona y Caulonia, en torno al año 720 a. C.
La colonia prosperó rápidamente en estrecha alianza con Crotona y Síbaris, también colonias aqueas; aparece en la historia en una liga con estas ciudades contra Siris, colonia jónica, guerra que aparentemente acabó con la destrucción de Siris.
Las doctrinas de Pitágoras tuvieron en Metaponto gran aceptación, y cuando el filósofo fue expulsado de Crotona, se fue a vivir a Metaponto, donde permaneció hasta su muerte. Su casa y su tumba fueron lugares de culto (se construyeron allí un templo y un museo).
Durante la expedición ateniense a Sicilia en el 415 a. C. la ciudad quería permanecer neutral, pero en el 414 a. C. fue forzada a una alianza con Atenas y proveyó a la flota ateniense con algunos barcos auxiliares.
El nombre es mencionado otra vez en el 345 a. C. cuando desembarcó allí Timoleón en su expedición a Sicilia, pero no tomó partido a su favor.
En el 332 a. C. se alió con Alejandro I de Epiro en la lucha contra los lucanos.
Después de la derrota de Pandosia hacia el 330 a. C. los restos del rey fueron llevados a Metaponto.

Cuando Cleónimo de Esparta fue invitado a dirigir la lucha en el 303 a. C., se opusieron a la presencia del espartano por razones desconocidas, y éste finalmente empleó al ejército para atacar a la ciudad aliada con los lucanos. Finalmente hubo de ser admitido en la ciudad como aliado, cobró una fuerte contribución y acometió otras exacciones. En esta época la riqueza había vuelto débiles a sus habitantes y su afeminamiento se había convertido en proverbial.
Cuando llegó Pirro de Epiro la ciudad le ayudó. Después de eso las noticias desaparecen, pero no debió tardar en caer a manos de los romanos después de la retirada de Pirro.
En la segunda guerra púnica se declaró partidaria de Aníbal justo después de la batalla de Cannas en el 216 a. C., pero al cabo de poco tiempo aparece con una guarnición romana y no fue hasta el 212 a. C., que abrazó otra vez el partido cartaginés. Aníbal estableció allí una guarnición y la convirtió en una de sus principales bases, pero después de la batalla del Metauro la tuvo que evacuar (207 a. C.), llevándose a todos los habitantes para salvarlos de la venganza romana.
Fue ocupada por los romanos y continuó existiendo como una pequeña villa siendo mencionada por los autores clásicos como una pequeña ciudad, ciudad en decadencia o en ruinas.

## La ciudad antigua
La ciudad antigua se alzaba entre dos ríos: el Basento, que seguramente casi tocaba su lado meridional, y el Bradano. Estos dos ríos se han ido desviando, a causa de sus continuos cambios de curso, cada vez más hacia el sur, ocasionando con ello importantes modificaciones en todo el ambiente circundante.
Además, el mar se ha alejado de la ciudad casi 1000 m, ya que parece seguro que en la antigüedad había un canal que comunicaba Metaponto con una zona de lagunas situadas en la localidad de Santa Pelagina, que hacía las veces de puerto.
Las constantes avenidas de los ríos han recubierto la ciudad antigua con un grueso depósito aluvial, que en especial en el lado septentrional del santuario de Apolo, alcanza actualmente casi un metro de espesor.
La única excepción es la zona ocupada por el castrum situada algo más arriba. También ha causado notables variaciones ambientales un manto de agua que, con sus cambios de nivel ya en el transcurso del siglo IV a. C., debió de provocar el hundimiento de los templos arcaicos.

## Restos arqueológicos
A finales del siglo XIX, Micele Lacava demostró gran interés por Metaponto. Pertenecía a una familia de terratenientes locales que durante 15 años excavaron en el área del templo de Apolo, sobre la base de un pasaje de Heródoto (4, 15), en los barrios de la ciudad, en las calles y las fortificaciones. Lacava fue el primero en describir el trazado de la muralla; trazó además su planta. En tiempos más recientes se han podido obtener datos muy útiles gracias al estudio de fotografías aéreas, que han permitido recuperar indicios perdidos a causa de los trabajos efectuados con ocasión de la reforma agraria.

### Época de la fundación de la ciudad
Algunas fuentes antiguas sitúan la primera fundación en el periodo inmediatamente posterior a la destrucción de Troya. Estrabón (4, 15) sostiene que los pilios, compañeros de Néstor, habrían fundado una primera Metaponto al regreso de la guerra de Troya. Una prueba de ello sería el culto tributado muchos siglos después a los descendientes de Néstor.
Esta primera Metaponto, gracias a la fertilidad de sus tierras, habría alcanzado gran prosperidad, hasta el punto de que sus habitantes habrían consagrado en Delfos una mies de oro. Este primer asentamiento habría sido destruido por los samnitas.
Sobre el origen y significado del nombre de Metaponto, está la leyenda del comentarista de Dionisio el Periegeta, quien dice que Arne, hija del viejo Eolo, fue desterrada por su padre a Italia, porque había quedado encinta antes de la boda.
En Italia, Metaponto, rey del territorio, se casó con Arne, y envió a su primera mujer de nombre Siris, a establecerse en la ciudad del mismo nombre no lejos de allí. Arne tuvo dos hijos: Eolo y el joven Beoto, quienes siguiendo su consejo asesinaron a Siris. Por temor a la cólera de Metaponto, el primero huyó con la madre a Beocia, y el segundo se refugió junto a Liparo, rey de las islas Lípari.
Algunos filólogos hacen derivar la palabra Metaponto de Métabos que sería el nombre indígena del centro pregriego.
El territorio en que se fundó la ciudad griega estuvo ocupado durante toda la Edad del Hierro por poblados situados en las primeras elevaciones junto a la costa.
En ellos es habitual el uso de los metales, sobre todo en forma de armas y fíbulas, así como el uso de cerámica pintada, muy semejante a la utilizada por las gentes de la vecina Yapigia, uno de cuyos mayores centros de producción era la región de Matera.

### Asentamiento de la Incoronata
De los establecimientos que datan de los siglos XI a siglo VIII a. C. y que están situados en las primeras terrazas de cara al mar, el de la Incoronata es sin duda el que mejor se conoce.
Se halla a la derecha del Basento, casi unos 7 km al oeste de Metaponto, en lo alto de una colina defendida naturalmente por paredes escarpadas, y con la parte superior en forma de meseta, con un manantial de agua.
En uno de los extremos de la colina se han hallado fondos de cabaña, con numerosas escombreras, llenas de cenizas, huesos de animales y cerámica pintada. Pero junto a la cerámica indígena se han hallado fragmentos de un kotyle griego, fabricado posiblemente en Corinto y datable en la primera mitad del siglo VIII a. C. Este kotyle es una prueba de la presencia en la costa jónica y en el área que después ocupará Metaponto, de gentes procedentes de Grecia bastantes decenios antes de la fundación de la colonia.
Cabañas parecidas a las de Incoronata han sido excavadas en la propia Metaponto y han proporcionado el mismo material de tipo indígena.
El poblado de la Incoronata sufrió una transformación radical entre finales del siglo VIII y principios del siglo VII a. C., cuando en lugar de las cabañas primitivas, se levantaron pequeñas casas de planta rectangular con zócaloS de piedra seca y parte superior de adobe.
A esta fase de vida del asentamiento va ligada una gran cantidad de cerámica y manufacturas de origen griego-oriental.
El poblado de la Incoronata dejó de existir poco después de mediados del siglo VII a. C., a consecuencia de una violenta destrucción que se sitúa cronológicamente en el mismo periodo en que se fija la fundación histórica de Metaponto y, por tanto, la ocupación estable del territorio circundante por parte de los griegos.

### La muralla
Los estudios realizados sobre la base de las fotografías aéreas y las excavaciones han permitido descubrir una buena parte del trazado de la muralla.
Tiene forma de cuadrilátero, y en el lado occidental describe una gran cuña.
La muralla estaba construida con un zócalo de bloques de piedra, de un espesor de 2,50 m, sobre el cual descansaba una parte superior de adobes.

Los sondeos estratigráficos han permitido datar algunos tramos de la muralla en el siglo VI a. C., cronología confirmada además por las marcas de cantero en forma de letras en alfabeto griego arcaico inscritas en los bloques. El lado norte parece, en cambio, obra del siglo V a. C., con remodelaciones posteriores de los siglos IV y III a. C.
A escasa distancia de la muralla, y a lo largo de todo su perímetro, discurre un foso en el que un canal transportaba el agua de los manantiales de los alrededores, mientras que otro canal, que unía la ciudad al puerto, la hacía fluir hacia el mar.

### El espacio urbano
El espacio urbano está formado por una estructura regular creada hacia mediados del siglo VI a. C., aunque la planta hoy visible data de los siglos IV y III a. C., es decir, de la fase final de la vida de Metaponto, que en modo alguno modificó la estructura primitiva.

Ésta está organizada en grandes calles orientadas en sentido este-oeste, cortadas perpendicularmente por otras orientadas en sentido norte-sur, algunas de 12 m de ancho y otras de 5 m.

Estas calles crean islas de casas de 35 m de anchura por casi 190 m de longitud, perpendiculares a la costa y, por tanto, con el lado corto que da a las grandes arterias.
Las calles principales están dotadas de grandes cloacas que recogen las aguas procedentes de los canales más pequeños de las calles menores.
En las afueras del sector septentrional de la ciudad se hallan el santuario y el ágora, adyacentes y ubicados sin solución de continuidad. El elemento que los une a la ciudad es el muro (períbolo) que rodeaba la zona sagrada y que tiene la misma orientación que las calles.

### El templo C
En el interior del santuario, el edificio más antiguo es el llamado C, que en su primera fase, data de hacia el año 580 a. C., estaba formado por una modesta habitación rectangular (oikos), de 6,40 m de anchura. En ella se han hallado solo algunos restos de los cimientos, nada de la parte superior, pero sí fragmentos de las placas de revestimiento de terracota que seguramente decoraban el extremo del techo de madera, así como una acrotera que representa una esfinge. Las placas de revestimiento de terracota, de finísima calidad, están decoradas con una escena que representa un matrimonio sagrado en medio de divinidades sentadas en un carro tirado por mulos.
Un siglo más tarde, entre el 480 y el 470 a. C., el edificio fue rodeado de una plataforma de bloques de piedra muy unidos entre sí y en parte reutilizados, que constituyen los cimientos de la nueva distribución; esta nueva disposición respetó, sin embargo, la orientación primitiva, muy distinta a la de la red viaria.
Los fragmentos de un techo de mármol griego de las islas con gárgolas en forma de prótomos de león, así como los fragmentos también de mármol, de ricas acroteras con caulículos y palmetas del estilo severo, demuestran que la nueva construcción debió de ser muy importante y de alto nivel.

### El templo A o de Apolo
Al norte del pequeño templo C se han puesto al descubierto los restos del zócalo de un gran templo, el denominado templo A, que tuvo igualmente dos fases constructivas.

A la primera fase corresponde la trinchera de fundación de un templo períptero de 23,30 por 46,40 m. Estas dimensiones resultan bastante monumentales para el periodo en que se fecha, esto es, el primer cuarto del siglo VI a. C.

Este templo, que parece que nunca se terminó, es más o menos contemporáneo del pequeño templo C, respecto del cual posee una orientación similar y distinta de la de las calles e islas de casas.
Todos los bloques de esta primera construcción fueron desmontados y reutilizados en la siguiente, que se fecha hacia el 530 a. C.

El nuevo edificio se levanta en el mismo lugar que el anterior, si bien la antigua trinchera de fundación se rellenó con tierra y escombros y se dio al nuevo templo una orientación distinta, alineándolo con el vecino y contemporáneo templo B, en correspondencia con la orientación de la estructura urbana que data de mediados del siglo IV a. C.
En su segunda fase, el templo períptero posee una planta muy alargada, con doble columnata al este y una cella larga y estrecha, bastante parecida a la de los templos contemporáneos de Sicilia, en particular la del templo C de Selinunte.
El templo A de Metaponto tenía probablemente 8 columnas en la fachada y 17 en los lados largos. El pronao carecía de columnas, mientras que las paredes de la cella, presentaban semicolumnas incorporadas al muro corrido.
Se cree que el templo A estaba dedicado a Apolo Lykaios. Esto se basa en una inscripción hallada en el siglo XIX y conservada en el museo de Potenza con la dedicatoria a esta divinidad por parte de un tal Teágenes.

La inscripción que se fecha a finales de la época arcaica, demuestra que ya en el siglo VI a. C., los metapontinos veneraban a Apolo Lykaios, una divinidad doria, pero de origen peloponesio, atestiguada en los territorios de donde procederían algunos de los colonizadores de Metaponto.
Por ahora, no se ha hallado ningún resto del ara con una estatua de Apolo que, a juzgar por lo que cuenta Heródoto (IV, 13-15), fue erigida en el ágora de Metaponto tras la llegada de Aristeas a esta ciudad.

Aristeas de Proconeso fue un personaje que algunos tienden a relacionar con Pitágoras. Al parecer el templo de Apolo estaba rodeado por un bosque de laureles, y en el relato de Teopompo se menciona también un laurel de bronce que probablemente formaba parte de la misma estatua del dios.
La dedicatoria a Apolo Lykaios está escrita sobre una piedra más bien informe, parecida a las demás que han sido halladas en el espacio comprendido entre los templos A y B. Estas piedras informes (argói líthoi) eran colocadas en cipos y pequeñas pilastras de caliza, e incluso anclas de piedra, todas ellas donaciones votivas, si bien a mayor profundidad.
Estos objetos votivos han sido interpretados como ofrendas votivas sobre la base de un pasaje de Pausanias (VII, 22, 4), que al describir el santuario de Hermes en Faras, dice que, antiguamente, en lugar de estatuas se colocaban argói líthoi y después tetrágonoi líthoi, es decir, piedras cuadradas.

Es muy interesante que el santuario descrito por Pausanias se halle en esa región griega, Acaya, situada al norte del Peloponeso, de donde procedían los colonos de Metaponto.

### El templo B

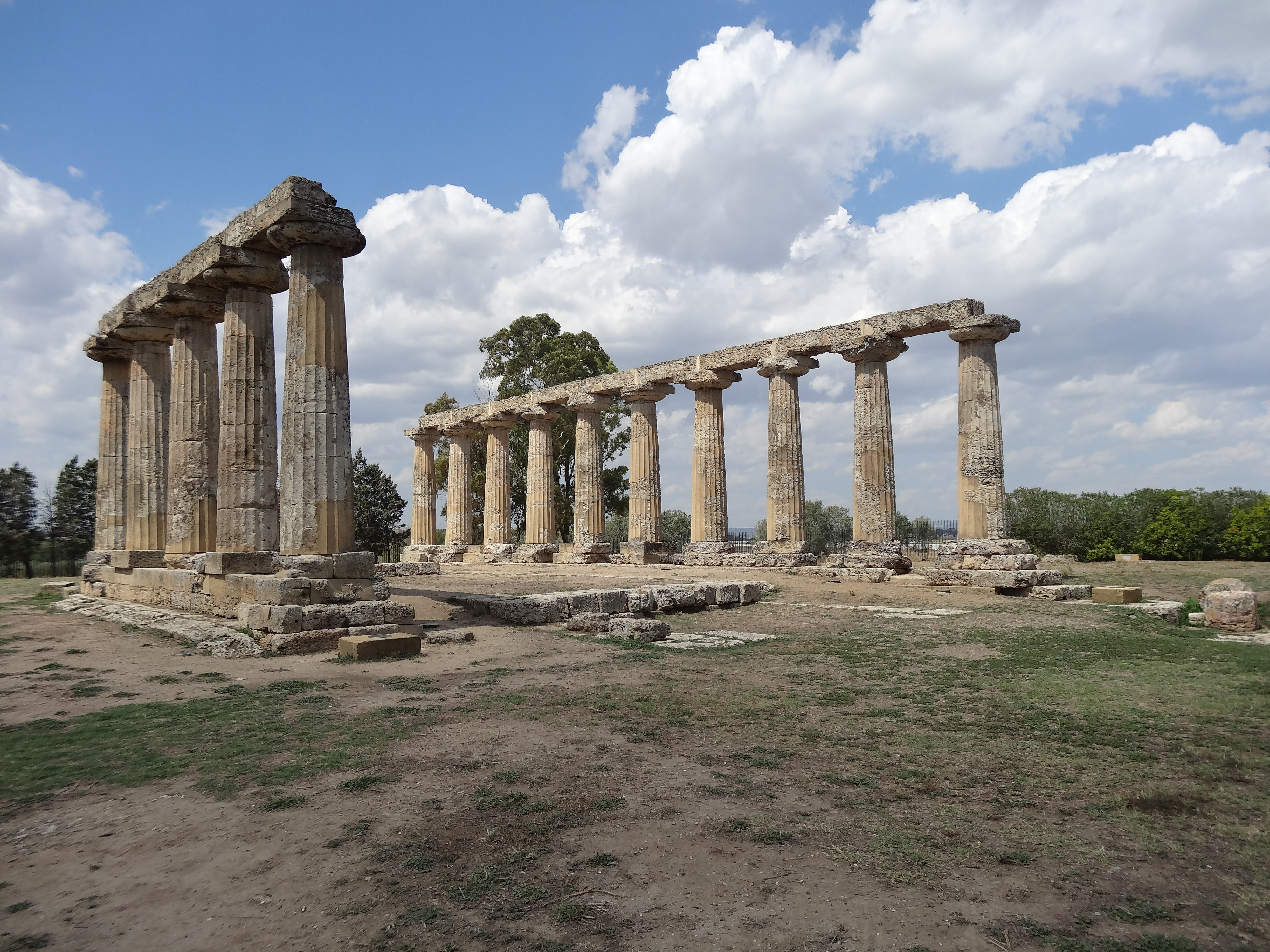
Templo de Hera de Metaponto.

Al norte del templo de Apolo se halla otro gran templo, el B, que tuvo como el anterior dos fases constructivas: la primera hacia el 570 a. C., contemporánea o posterior por muy poco a la primera estructura del templo A, y la segunda hacia el 530 a. C.
Tampoco el templo B se terminó en su primera fase. Los cimientos fueron incorporados en la construcción posterior, que mantuvo el mismo emplazamiento y la misma orientación, aunque prolongando en 2,50 m la fachada.
En líneas generales, la planta de este templo era muy parecida a la de la llamada basílica de Posidonia y se puede suponer que tenía 9 columnas en los lados cortos y 17 en los largos.
La cella estaba dividida por una columnata central, con columnas monolíticas que posteriormente fueron reutilizadas en la construcción más reciente.
Son muy escasos los restos que puedan permitir reconstruir el alzado del templo, si bien parece bastante seguro que este templo tendría en el exterior, en lugar de una columnata completa, un muro corrido con semicolumnas: se trata del templo griego más antiguo con medias columnas conocido hasta hoy.
Gracias a una serie de inscripciones pintadas en la cara posterior de la decoración de terracotas arquitectónicas, de las que se han conservado numerosos fragmentos, no hay duda de que este templo era un Hereo (templo dedicado a Hera.

### El templo D
El santuario urbano de Metaponto parce que se extendía de sur a norte. El más reciente de todos los templos localizados es el D, que se fecha hacia el 470 a. C.

Pese a que tan solo se ha conservado la trinchera de fundación, gracias al elevado número de fragmentos recuperados pertenecientes a la parte superior se ha podido reconstruir la totalidad del alzado de este templo jónico, uno de los pocos ejemplos atestiguados en la Italia meridional, junto con los de Velia, Vibo Valentia, Locri y Siracusa.

### El templo de las Tablas Palatinas
En el 530 a. C. se fecha el monumento más destacado del santuario más importante de Metaponto: el llamado templo de las Tablas Palatinas, que en realidad estaba dedicado a Hera.
Este es el único monumento de Metaponto que ha quedado parcialmente en pie. Tenía 6 columnas en los lados cortos y 12 en los largos. Quedan 5 del lado sur y 10 del lado norte.
El templo períptero de proporciones bastante cortas, con un estilóbato de 16,06 por 33,30 m poseía una cella precedida de pronaos y dividida en naos y ádyton.
Las terracotas arquitectónicas de este monumento son muy parecidas a las de la basílica de Posidonia.
El templo de las Tablas Palatinas se levanta en la primera colina en el límite de la llanura costera, en el interior de un santuario, cuyos límites no son bien conocidos, ni en sentido espacial ni temporal.
Se han descubierto los restos de un altar situado a 26 m de la fachada del templo y mucho más antiguo que el templo. El santuario poseía varios edificios más antiguos que el templo.

### El santuario de San Biagio alla Venella
Otro importante lugar de culto suburbano es el de San Biagio alla Venella, localidad situada en la orilla izquierda del Basento y distante 16 km de la ciudad.
Este santuario se caracteriza por un edificio de planta rectangular alargada, que hay que interpretar probablemente como una gran fuente monumental construida en las cercanías de la fuente sagrada.
El monumento presenta una primera fase constructiva que data de finales del siglo VII a. C., es decir, del momento de la fundación de Metaponto.
Al mismo periodo pertenecen numerosos exvotos de terracota hallados en un depósito votivo. Representan una divinidad femenina dotada de numerosos atributos; alas, cervatillos, niños, armas, granadas en el tocado, todos ellos elementos que permiten relacionarla con la naturaleza y la fertilidad.

Sin embargo, la única inscripción hallada está dedicada a Zeus Aglaios (resplandeciente). Posiblemente  de finales del siglo VI a. C., la inscripción está esculpida sobre un bloque de caliza. Probablemente se trata de un cipo de delimitación del espacio sagrado perteneciente al santuario.

### El ágora
Otra importante área explorada es la que ocupa el ágora que puede ubicarse en la zona al este del santuario, del que está separada por un pórtico de pilastras.
Aún no se conocen bien los límites de la plaza, que se supone debía extenderse incluso 250 m más y que, hacia el mar, estaba delimitada por un pórtico monumental, al menos al principio del siglo III a. C., cuando la parecer se reconstruyó este pórtico.

Actualmente, el pórtico ha sido excavado en una longitud de 60 m. Mide 15 m de anchura y presenta, en el lado que da al ágora, una columnata dórica, mientras que el lado este está ocupado por una serie de estancias.
La prueba más antigua de la existencia del ágora en la zona que después ocupó el teatro proporciona el hallazgo de un altar de Época Arcaica con un cipo que lleva la inscripción Diòs agorá, lo que significa que el ágora estaba bajo la tutela de Zeus.

### El Ecclesiasterion
Las excavaciones estratigráficas han sacado a la luz una estructura de madera, sobre la cual, se construyó e mediados del siglo VII a. C. un edificio constituido por un muro circular que sostenía un simple terraplén. Ha sido identificado con el Ecclesiasterion, es decir, el recinto para las Asambleas de los ciudadanos. 
Hacia el año 470 a. C. se crearon en el terraplén dos cáveas semicirculares, una frente a la otra, separadas por dos entradas situadas en el extremo del eje mayor.
Las cáveas se extendían en una circunferencia de casi 62 m, en correspondencia con la del muro de la fase más antigua. Posteriormente, se construyeron en el terraplén una serie de asientos de piedra, y en el centro se reservó un espacio rectangular, seguramente para los oradores.

### El teatro

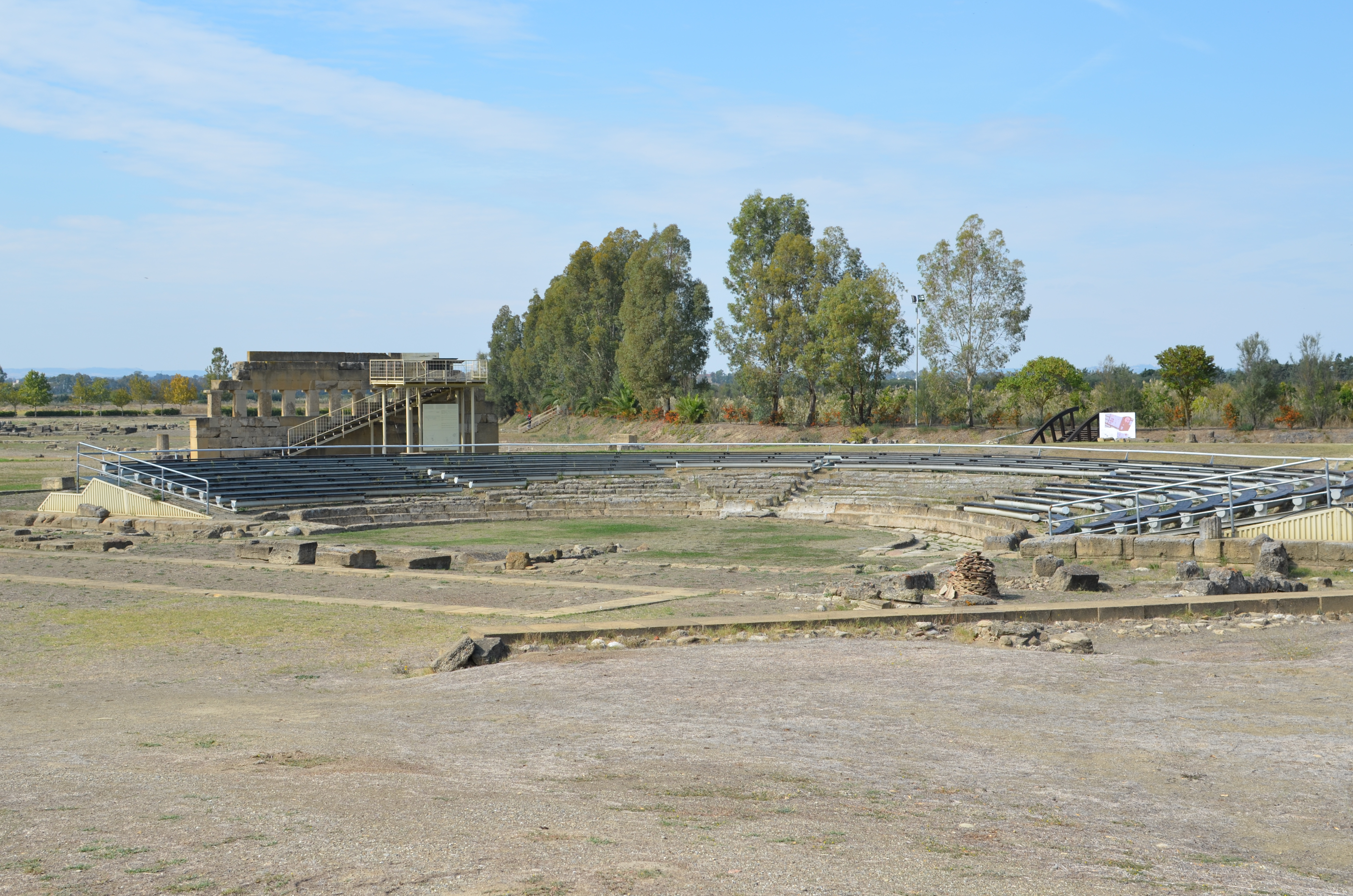
Antiguo teatro de Metaponto.

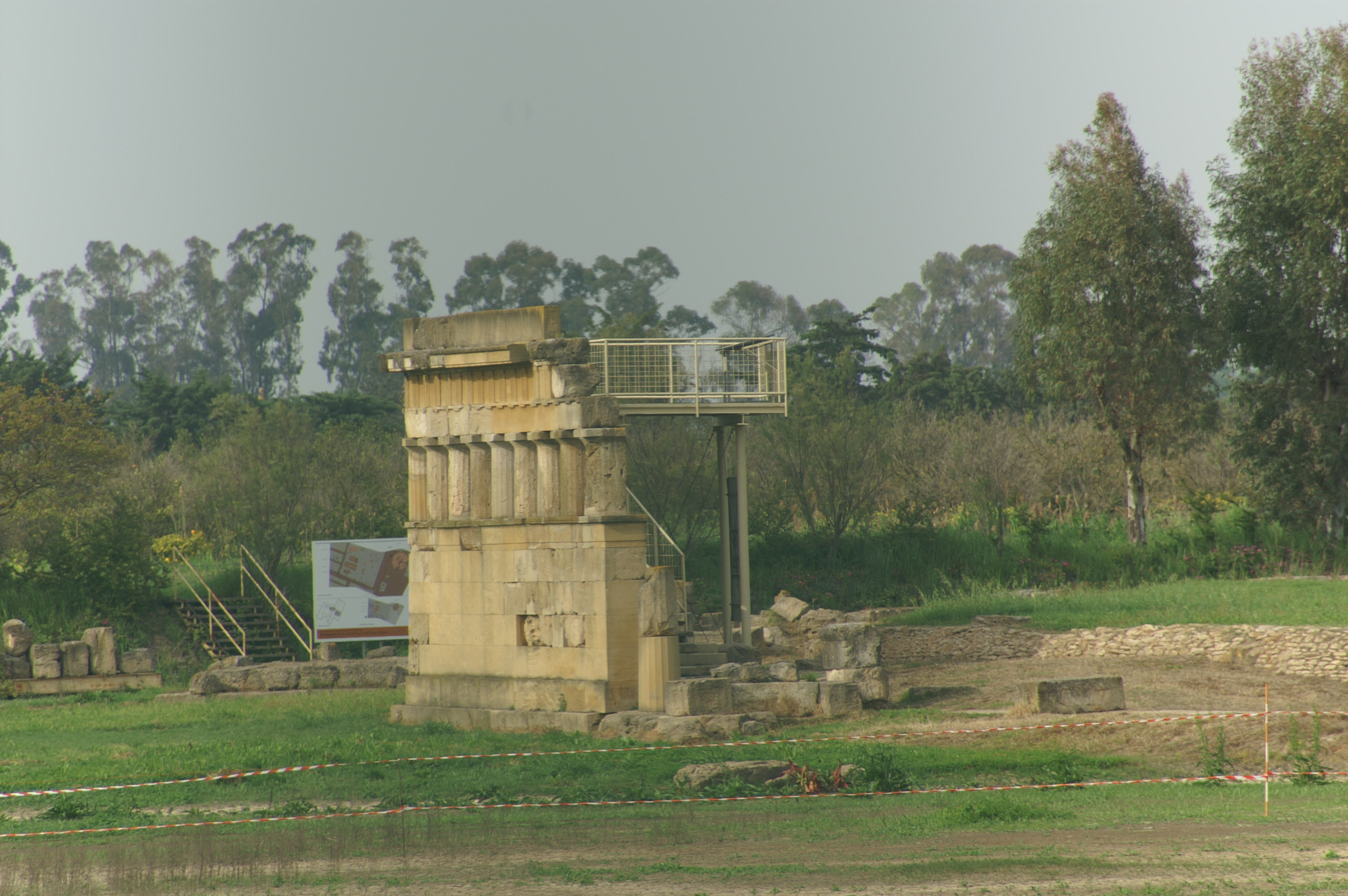
Reconstrucción de la fachada del teatro.

El área más conocida y más importante del ágora es la ocupada por el teatro. Se tienen noticias de él, antes de que las excavaciones lo pusieran al descubierto, a través de Pausanias. El geógrafo griego al describir los tesoros de Olimpia, entre ellos el dedicado por los metapontinos, añade: «en mi tiempo excepto un teatro y una parte del recinto de la muralla no quedaba nada de Metaponto» (siglo II).
El teatro se levantó en la segunda mitad del siglo VI a. C. en el emplazamiento del Ecclesiasterion. A falta de una pendiente natural se construyó sobre un terraplén de tierra y arena. La cávea, de un diámetro máximo de 77,40 m, es semicircular y está orientada al sur. Se han conservado siete hileras de asientos. La primera era de piedra y estaba reservada a los personajes ilustres. Detrás de ella hay hiladas de bloques, en los que probablemente se fijaban los asientos de madera. La orchesta, de 17,40 m de diámetro, se encuentra a un nivel ligeramente más alto, posee tres escalones y es de forma circular, a su alrededor corre el canal que permitía la salida de las aguas. De la escena (skené) quedan pocos restos.
Gracias al hallazgo de los bloques caídos, pertenecientes a la parte superior, se ha podido reconstruir la fachada externa del teatro, que estaba lujosamente decorada con semicolumnas dóricas que sostenían un entablamento con friso de triglifos y metopas.
Se ha calculado que esta estructura teatral podía albergar casi 4000 espectadores.